# João Lopes Ferreira Filho
João Lopes Ferreira Filho (Cascavel, 10 de agosto de 1854 — Rio de Janeiro, 2 de maio de 1928) foi professor, jornalista, maçom e político brasileiro com atuação no Ceará. Foi Presidente da Câmara dos Deputados, dirigindo a casa de 18 de agosto de 1892 a 17 de maio de 1894.

## Biografia
Filho de João Lopes Ferreira e de Francisca de Paula Façanha Ferreira. Foi funcionário na Repartição dos Correios, o Correio do Império do Brasil, e na Secretaria de Governo, e foi professor do Liceu do Ceará. Foi também secretário do presidente Gama Rosa, em Santa Catarina, e de Teodureto Souto, no Amazonas. Estudou direito na Faculdade do Recife, mas logo abandonou o curso para se dedicar ao jornalismo.
Defendeu a causa abolicionista nos jornais O Cearense, Gazeta do Norte, Libertador, República e Fraternidade. No Rio de Janeiro, trabalhou nos periódicos Tempo, Tribuna, Gazeta de Notícias e O Dia. Dirigiu também o Correio Mercantil. Nessa época fazia parte da Loja Fraternidade Cearense.
Com o advento da República, foi indicado secretário do Interior do governo de Luís Antônio Ferraz no Ceará, sendo posteriormente nomeado chefe intendente de Fortaleza entre janeiro e outubro de 1890. Eleito deputado ao Congresso Nacional Constituinte em 15 de setembro de 1890, tomou posse em 15 de novembro seguinte, participou da elaboração da Constituição promulgada em 24 de fevereiro de 1891 e a partir de junho, com o início da legislatura ordinária, ocupou uma cadeira na Câmara dos Deputados. Além de ter presidido a Comissão de Orçamento, presidiu também a Câmara. Foi reeleito sete vezes, até deixa a Câmara dos Deputados em dezembro de 1914.
Faleceu no Rio de Janeiro em maio de 1928. Foi casado com Maria Amélia de Sousa Ferreira Lopes, com quem teve quatro filhos.

## Literatura
- Discurso pronunciado perante o Gabinete Cearense de Leitura na sessão solene

de seu 2º aniversário